# Fougeres (grad)
To staro gospostvo v Blésoisu se prvič omenja 1030. 1334 ga je kupil Gaucher de Faverois iz spremstva vojvode Orléanskega. Črni princ ga je 1356 oplenil in razvalil, pustil je le oglat osrednji stolp. Grad je kroni pridobil šele Karel VII. leta 1429 na poti v Reims. 1438 se je Jeanne de Faverois poročila s Pierrom de Refugeem, visokim svetovalcem za finance Karla VII. In Ludvika XI. Slednji ga je pooblastil, naj grad prezida. Pierre de Refuge ni sledil zgledu tedanjih razkošnejših rezidenc (Blois, Loches, Amboise) in je iz previdnosti grad močno utrdil, tako da je še danes zgled vojaške arhitekture 15. stoletja. Nekdaj je grad obdajal tudi obrambni jarek, v katerega se je stekal bližnji potok Bièvre.  